# Jérôme-Adolphe Blanqui
Jérôme-Adolphe Blanqui, född 21 november 1798 och död 28 januari 1854, var en fransk nationalekonom. Han var bror till politikern Louis Auguste Blanqui.
Blanqui blev 1825 lärare i ekonomi vid École spécial du commerce i Paris, och efterträdde 1833 sin lärare Jean-Baptiste Say som professor i ekonomi vid Conservatoire des arts et métiers. Blanqui har utgett den första kritisk historiska skildringen av den politiska ekonomin: Histoire de l'economie politique en Europe depuis les anciens jusqu'á nos jours (1837-38). En annan uppmärksammad skrift av Blanqui är Des classes ouvrières en France (1848).